# William Henry (Chemiker)

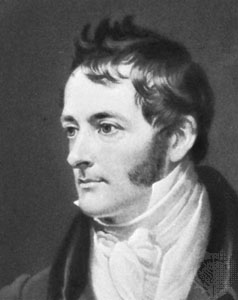
William Henry

William Henry (* 12. Dezember 1774 in Manchester; † 2. September 1836 in Pendlebury) war ein englischer Mediziner und Chemiker.

## Leben und Wirken
William Henry wurde als Sohn von Thomas Henry (1734–1816), einem Apotheker und Chemiker, geboren. 1795 begann er in Edinburgh Medizin zu studieren und wurde 1807 promoviert. Der Titel seiner Dissertation lautete: De acido urico, et morbis a nimia ejus secretione ortis.
Wegen seines schlechten Gesundheitszustands gab er seine Tätigkeit als Arzt bald auf und widmete sich vor allem der chemischen Forschung, insbesondere dem Verhalten von Gasen. Eine seiner bekanntesten Veröffentlichungen (Phil. Trans., 1803) beschreibt experimentelle Untersuchungen zur Menge von in Wasser absorbierten Gasen und des Einflusses verschiedener Drücke und Temperaturen auf diese. Seine Ergebnisse sind heute insbesondere in Form des Henry-Gesetzes bekannt. Weitere seiner Veröffentlichungen behandelten die Gas-Analyse, Brandbekämpfung, Leuchtgas, die Synthese von Salzsäure und Ammoniak, Blasen- und Gallensteine sowie die desinfizierende Wirkung von Hitze.
Seine Elements of Experimental Chemistry (1799) fanden starken Anklang und wurden über 30 Jahre in sechs Ausgaben, u. a. in Japanisch, veröffentlicht.
Henry entdeckte fast zeitgleich mit John Dalton (1766–1844) das Daltonsche Gesetz über Partialdrücke. Im Jahre 1802 formulierte er das Henry-Gesetz (Henry-Absorptionsgesetz) über die Löslichkeit von Gasen in Flüssigkeiten, wonach die Konzentration eines Gases in einer Flüssigkeit direkt proportional zum Partialdruck des entsprechenden Gases über der Flüssigkeit ist. Diese Proportionalität wird durch die Henry-Konstante ausgedrückt. William Henry starb in der Nähe seines Geburtsorts Manchester.
Die Erkenntnisse von Henry spielen u. a. eine wichtige Rolle im Bereich der Tauchmedizin und bei der Physiologie der volatilen Anästhetika.
Er identifizierte im Jahre 1808 Methan (CH4) als den entzündbaren Bestandteil von Leuchtgas. Auch zeigte er, dass Ammoniak (NH3) frei von Sauerstoff ist.

## Schriften
- An Epitome of Chemistry. 1800. (später als Elements of Experimental Chemistry)
- Dissertatio chemico-medica inauguralis, De acido urico, et morbis a nimia ejus secretione ortis: quam, annuente summo numine, ex auctoritate reverendi admodum viri. D. Georgii Baird: pro gradu doctoris. Excudebant Jac. Ballantyne, Edinburgh 1807.
- Experiments on the Quantity of Gases Absorbed by Water, at Different Temperatures, and under Different Pressures. In: Phil. Trans. R. Soc. Lond. 93, 1803, S. 29–42 und 274–276. doi:10.1098/rstl.1803.0004 (Volltext)